# Smrt krásných srnců (kniha)
Smrt krásných srnců (vydána roku 1971) je kniha devíti povídek (jedna byla vyjmuta komunistickou stranou a jedna byla vydávána v samizdatu, později byly obě vráceny zpět), ve kterých spisovatel Ota Pavel vzpomíná na šťastné dětství před druhou světovou válkou i hořký okupační úděl smíšené židovské rodiny.
Některé z povídek byly použity jako předloha ke stejnojmennému filmu.

## Děj
Hlavní postavou je autorův otec Leo Popper, ne ideální, pokud šlo o malá milostná dobrodružství, se smyslem pro humor a láskou k rybám, vodě a vůbec. Další postavou je maminka, vzácně tolerantní k otcovým avantýrám. Další z postav je strejda Prošek z Luhu pod Branovem, všeuměl, král pytláků, sžitý s přírodou u Křivoklátu a Berounky.
V první povídce Nejdražší ve střední Evropě tatínek naletěl a koupil rybník pouze s jednou rybou. Když to zjistil, nenechal si to líbit a pomstil se tím, že bývalému majiteli rybníka prodal lednici, ale bez vnitřku. Jako to on udělal jemu.
Druhá povídka Ve službách Švédska poukazuje na tatínkovu podnikavost u firmy Electrolux. V prodeji vysavačů a ledniček se stal mistrem světa, hlavně díky paní Irmě, do které byl tajně zamilován.
Povídka Smrt krásných srnců je asi nejznámější a byla dokonce zfilmována. Vypráví o tom, jak si odvážný otec dojel s odpáranou Davidovou hvězdou a na rozvrzaném bicyklu pro srnce, aby jím nasytil své syny, ještě než odejdou do koncentračního tábora. To už se bál i kurážný Prošek. Za pytláctví a přechovávání „žida“ hrozila smrt. Spolu s Proškovým divokým vlčákem Holanem se mu to skutečně podařilo. A možná právě ten srnec zachránil život Jiřímu, který měl po návratu z koncentračního tábora 40 kg.
Povídka Kapři pro Wehrmacht byla také zfilmována a odehrává se za 2. světové války. Tatínkovi seberou jeho milovaný rybník, on to samozřejmě nemůže přenést přes srdce. Až do doby výlovů chodí „své“ kapříky krmit. Jednou v noci je pak tajně všechny vyloví. Pak přijedou ten spodní buštěhradský rybník lovit sítěmi rybáři v uniformách wehrmachtu. Zpočátku velká sláva a všechno vyhlíží slibně, ale v rybníce nic není a nikdo si to nedokáže vysvětlit a ta muzika vlastně hraje už jenom na počest otci, který s Davidovou hvězdou na kabátě vypálil Němcům rybník.
Jak jsme se střetli s Vlky je krátká povídka o tom, jak tatínek prohrál soutěž s Vlkovými o to, kdo uloví větší štiku. Když si tatínek hrdě nesoucí své úlovky k Vlkovým všiml jejich štiky visící před domem, tak se otočil a bez jediného slova zklamaně zamířil zpátky k domovu. Tato povídka vystihuje přesně povahu otce Oty Pavla.
Šestou povídkou je Otázka hmyzu vyřešena a vypráví o tatínkových poválečných obchodech. Začne s prodejem mucholapek Bomba – chemik. Udělá s nimi terno, do svých obchodů zapojí také svého syna. Ale jak rychle uspěl, stejně tak rychle o svou slávu přišel. Přicházely mu telegramy typu: Pane Popper. Mouchy nechcípají. Spravujou se! Jděte do prdele s takovým zázrakem!
O pár let později tutéž mucholapku začali vyrábět Holanďané jako Fly Killer (zabíječ much) a zaplavili tím Evropu.
Prase nebude! je povídka, která byla během komunismu cenzurována. Tatínek šel krmit prasata – bylo mu sděleno, že za to jedno dostane. Maminka mu s tím pomáhala a rok krmili prasata. Tatínek už viděl zabíjačku, a tak se zaměřili hlavně na to nejkrásnější. Poté jim bylo řečeno, že prase nebude. Na konec tatínkovi přišel dopis, že jim dluží 530,52 Kčs. Tatínek se často ptal, zda dopis vstoupí do historie.
Předposlední povídkou je Běh Prahou (tato povídka se vyskytuje pouze v pozdějších vydáních knihy, původně v knize nebyla), která pojednává o tom, jak tatínek zorganizoval závod na podporu komunistů. Chlapci měli závodit v běhu, přičemž běželi skrz centrum Prahy, ale bylo předem domluvené, že vyhraje ten s číslem 1 – to měli ve volbách komunisté. Ota, který běžel s číslem 4 záměrně pomalu, se stal obětí útoku davu nespokojeného s takovým nafingovaným závoděním na podporu KSČ.
V poslední povídce Králíci s moudrýma očima prodali Popperovi chatu a koupili si domeček u Radotína. Byla to jejich poslední štace tady na zemi a byla to štace šťastná. Tatínek si zavedl zvláštní chov králíků šampanů a maminka zatím úspěšně chovala krocany, slepice a prodávala vajíčka. Takhle to táhli skoro deset let. Tatínek své králíky brával na výlety, jednou i na výstavu. Z té odešel dotčený, že nevyhrál, všechny je pak pustil na pasece. Domů se vrátil až ráno v tak zbědovaném stavu, že se maminka lekla a zavolala sanitku. Před odjezdem ještě pověsil na vrátka cedulku s nápisem PŘIJDU HNED, ale už nikdy nepřišel.